# ジロ・ディ・ロンバルディア2012
ジロ・ディ・ロンバルディア2012（Giro di Lombardia 2012）は、ジロ・ディ・ロンバルディアの106回目のレース。2012年9月30日に行われた。

## 参加チーム

### UCIプロチーム
| チーム名                                | 国籍           | コード |
| --------------------------------------- | -------------- | ------ |
| AG2R・ラ・モンディアル                  | フランス       | ALM    |
| アスタナ                                | カザフスタン   | AST    |
| BMC・レーシングチーム                   | アメリカ合衆国 | BMC    |
| エウスカルテル・エウスカディ            | スペイン       | EUS    |
| FDJ・ビッグマット                       | フランス       | FDJ    |
| ガーミン・シャープ                      | アメリカ合衆国 | GRS    |
| グリーンエッジ                          | オーストラリア | GEC    |
| チーム・カチューシャ                    | ロシア         | KAT    |
| ランプレ・ISD                           | イタリア       | LAM    |
| リクイガス・キャノンデール              | イタリア       | LIQ    |
| ロット・ベリソル                        | ベルギー       | LTB    |
| モビスター・チーム                      | スペイン       | MOV    |
| オメガファーマ・クイックステップ        | ベルギー       | OPQ    |
| ラボバンク                              | オランダ       | RAB    |
| レディオシャック・ニッサン・トレック    | ルクセンブルク | RNT    |
| チーム・サクソバンク - ティンコフバンク | デンマーク     | STB    |
| チーム・スカイ                          | イギリス       | SKY    |
| ヴァカンソレイユ・DCM                   | オランダ       | VCD    |

### 招待チーム
- アクア & サポーネ （ イタリア・ASA）
- アンドローニ・ジョカットーリ （ イタリア・AND）
- アルゴス・シマノ （ オランダ・ARG）
- コルナゴ - CSF・イノックス （ アイルランド・COR）
- コロンビア・コルデポルテス （ コロンビア・COL）
- ファルネーゼ・ヴィーニ - セッレ・イターリア （ イギリス・FAR）
- ユーテンシルノード・ネイムド （ アイルランド・UNA）

## 成績
- ベルガモ〜レッコ 251.0㎞[1]

| 順位 | 選手名                     | 国籍         | チーム                                  | 時間          |
| ---- | -------------------------- | ------------ | --------------------------------------- | ------------- |
| 1    | ホアキン・ロドリゲス       | スペイン     | チーム・カチューシャ                    | 6時間36分27秒 |
| 2    | サムエル・サンチェス       | スペイン     | エウスカルテル・エウスカディ            | +09秒         |
| 3    | リゴベルト・ウラン         | コロンビア   | チーム・スカイ                          | 同            |
| 4    | マウロ・サンタンブロージョ | イタリア     | BMC・レーシングチーム                   | 同            |
| 5    | セルヒオ・エナオ           | コロンビア   | チーム・スカイ                          | 同            |
| 6    | ライダー・ヘシェダル       | カナダ       | ガーミン・シャープ                      | 同            |
| 7    | バウク・モレマ             | オランダ     | ラボバンク                              | 同            |
| 8    | オリヴァー・ツァウグ       | スイス       | レディオシャック・ニッサン              | 同            |
| 9    | アルベルト・コンタドール   | スペイン     | チーム・サクソバンク - ティンコフバンク | 同            |
| 10   | フレドリック・ケシアコフ   | スウェーデン | アスタナ                                | 同            |
| DNF  | 別府史之                   | 日本         | オリカ・グリーンエッジ                  |               |